# Бешдали
Бешдали (азерб. Beşdəli) — село в административно-территориальном округе Зангеланского района Азербайджана.

## Топонима
В 1933 году в административно-территориальной единице Гарадаглы Агдашского района было зарегистрировано село Бешдалли.
Также в Сабирабадском районе есть одноимённое село.

## География
Село находится в предгорной зоне.

## История
В ходе Первой карабахской войны, в 1993 году село было занято армянскими вооружёнными силами, и до ноября 2020 года находилось под контролем непризнанной НКР. 7 ноября 2020 года, в ходе Второй карабахской войны, президент Азербайджана объявил об освобождении села Бешдали вооружёнными силами Азербайджана. В марте 2021 года Минобороны распространило видеокадры из села Бешдели.